# Dove Bugt
Dove Bugt är ett sund i Grönland (Kungariket Danmark). Det ligger i den nordöstra delen av Grönland, 1 800 km nordost om huvudstaden Nuuk.